# اینگه بودینگ
اینگه بودینگ (آلمانی: Inge Bödding؛ زادهٔ ۲۹ مارس ۱۹۴۷) دونده دو سرعت زن اهل آلمان بود.